# Raymond Boisset
Raymond Boisset (* 26. März 1912 in La Pacaudière; † 7. Juli 1991 in Paris) war ein französischer Sprinter, der sich auf den 400-Meter-Lauf spezialisiert hatte.
1934 wurde er mit dem Europarekord von 47,6 s Französischer Meister. Bei den Leichtathletik-Europameisterschaften in Turin wurde er Fünfter über 400 m und gewann Silber in der 4-mal-400-Meter-Staffel.
1935 verteidigte er seinen nationalen Titel und siegte bei den Internationalen Universitätsspielen.
Bei den Olympischen Spielen 1936 in Berlin schied er über 400 m und in der 4-mal-400-Meter-Staffel im Vorlauf aus.

## Persönliche Bestzeiten
- 200 m: 21,8 s, 26. August 1934, Straßburg
- 400 m: 47,6 s, 8. Juli 1934, Colombes